# معاهدة باطومي
معاهدة باطومي وُقعت في مدينة باطومي في 4 يونيو عام 1918 بين الدولة العثمانية وثلاثة دول قوقازية هم : جمهورية أرمينيا وجمهورية أذربيجان وجمهورية جورجيا. كانت أول معاهدة لجمهورية أرمينيا وجمهورية أذربيجان الديمقراطية واحتوت على 14 مادة.

## خلفية
في 15 ديسمبر 1917 تم توقيع هدنة أرزينجان الروس والعثمانيين وإنهاء الصراعات المسلحة بين روسيا والدولة العثمانية في الحملة الفارسية والقوقازية في مسرح الشرق الأوسط خلال الحرب العالمية الأولى، وفي 3 مارس 1918 اُتْبعت هدنة أرزينجان بمعاهدة بريست ليتوفسك بمناسبة لتخرج روسيا من الحرب العالمية الأولى. وبين 14 مارس وأبريل 1918 تم مؤتمر طرابزون للسلام بين الدولة العثمانية ووفد من المجلس التشريعي القوقازي (مفوضية ما وراء القوقاز). عرض أنور باشا التنازل عن جميع الطموحات العثمانية في القوقاز في مقابل الاعتراف بالمكتسبات العثمانية المستعادة في مناطق شرق الأناضول في بريست ليتوفسك في نهاية المفاوضات. في 5 أبريل قبل رئيس الوفد القوقازي أكاكي شخنكيلي معاهدة بريست ليتوفسك كأساس لمزيد من المفاوضات وأبرق الهيئات الإدارية وحثهم على قبول هذا الوضع. كان المزاج السائد في تبليسي مختلفاُ تماماً، فضغط الأرمن على الجمهورية للرفض والإقرار بوجود حالة الحرب بينها وبين الدولة العثمانية. استُأنف القتال واجتاحت القوات العثمانية أراض جديدة إلى الشرق لتصل إلى حدود ما قبل الحرب.

## المعاهدة
في 11 مايو عُقد مؤتمر جديد للسلام في باطومي، ووسع العثمانيون مطالبهم لتشمل تفليس وكذلك غيومري وفاغارشابات، كما أرادوا بناء خط من السكك الحديدية لربط قارص وجلفا مع باكو، وتعطي الدولة الأرمنية الجديدة التي سيمر خلالها ممر النقل هذا الحق في حرية المرور، لكن الوفد الأرميني الجورجي بدأ في المماطلة وفي 21 مايو بدأ الجيش العثماني في التقدم مرة أخرى في مناطق أرمينيا الروسية التي لم تكن تحت سيطرة السلطان منذ القرن 17، أدى هذا الصراع إلى معركة سارداراباد (21-29)  ومعركة قرة كليسة (24-28) معركة باش أباران (21-24).
تم التوقيع على المعاهدة كان الجيش الثالث العثماني متمركزاً بعد 7 كم من يريفان وعلى بعد 10 كم فقط من فاغارشابات، وكانت المعاهدة بحاجة إلى الفحص والإقرار القوى المركزية. بعد 15 يوماً بعد المعاهدة تم طلب مندوبين من أرمينيا للحضور إلى إسطنبول. في الأراضي المستسلمة كانت غالبية الـ1,250,000 نسمة قبل الحرب من الأرمن وأكثر من 400000 في مقطعة يريفان وحدها.

## التوقيعات
الجانب العثماني:
- خليل منتشا - وزير العدل.
- وهيب باشا - قائد الجيش الثالث خلال حملة القوقاز.

الجانب الأرمني:
- أفتيس أهارونيان- رئيس المجلس الوطني الأرمني.
- الكسندر خاتسيان - وزير الشؤون الخارجية.
- إم. باباخانیان.
- غوغريان.

الجانب الأزربيجاني:
- محمد أمين رسول زاده - رئيس المجلس الوطني الأذربيجاني.
- محمد حسن هاجينسكي - وزير الشؤون الخارجية.

الجانب الجورجي:
- أكاكي شخنكيلي - وزير الخارجية.